# Deterioro cognitivo leve
El deterioro cognitivo leve (también conocido como demencia incipiente o deterioro cognitivo aislado) es una entidad nosológica que pretende describir la sintomatología previa a la demencia. Los individuos afectados presentan daños más allá de lo esperado para su edad y educación, pero que no interfieren significativamente con sus actividades diarias. Está considerado como el límite entre el envejecimiento normal y la demencia. Equivale al término inglés mild cognitive impairment.

## Síntomas
Suelen ser pacientes ancianos (más de 65 años) que refieren pérdida de memoria y alteración en la realización de sus actividades habituales. Aunque el DCL pueda presentar una variedad de síntomas, cuando el síntoma de pérdida de memoria es predominante, el DCL pasa a designarse como DCL amnésico, visto como un factor de riesgo para la enfermedad de Alzheimer. Dicha sintomatología es persistente en el tiempo y, por otra parte, no se debe a la existencia de otras enfermedades (neurológicas o de otro tipo).

## Diagnóstico
Existen criterios diagnósticos fijados en el Manual Diagnóstico y Estadístico de los Trastornos Mentales (DSM) y en la Clasificación Internacional de Enfermedades que permiten a los médicos realizar su diagnóstico.
El grupo de trabajo del European Consortium on Alzheimer's Disease sobre deterioro cognitivo leve ha propuesto en 2006 una serie de criterios para el diagnóstico:
- Quejas cognoscitivas procedentes de los pacientes o su familia.
- Se informa por parte del paciente o informador de un declive en el funcionamiento cognoscitivo en el último año.
- Evidencia de trastornos cognoscitivos mediante evaluación clínica.
- El deterioro no tiene repercusiones importantes en la vida diaria.
- Ausencia de demencia.

Estos criterios posibilitan identificar el DCL, lo que constituye el primer paso del diagnóstico. Los siguientes pasos irán encaminados a reconocer el subtipo de DCL.

## Evolución
Cada año, 1 de cada 10 pacientes afectados de deterioro cognitivo leve evolucionan hacia la demencia (cuya forma más habitual es la enfermedad de Alzheimer). Sin embargo, la mayoría de los pacientes presentan, de forma crónica, una alteración cognitiva discreta que no interfiere en su vida cotidiana. La reserva cognitiva de cada persona determinará la posibilidad de recurrir a redes neuronales alternativas para suplir las deficiencias generadas por el deterioro cognitivo. Sin embargo, el progreso patológico subyacente será el mismo independientemente de su reserva cognitiva, por lo tanto, los síntomas se presentarán cuando el proceso patológico esté más avanzado y, consecuentemente, la progresión de la enfermedad será más rápida una vez se haya superado el umbral de afectación clínica y cerebral. 

## Tratamiento
No existe un tratamiento farmacológico curativo. Es necesario el seguimiento de dichos pacientes porque la evolución a la demencia debe ser tratada de forma precoz con la medicación actualmente disponible (inhibidores de la colinesterasa y memantina). Asimismo es necesario el soporte social y familiar, tanto en el deterioro cognitivo leve como en la enfermedad de Alzheimer. El DCL puede representar un estado «pródromo» para la enfermedad de Alzheimer.